# E.D.F.
『E.D.F.』（イーディーエフ）は、1991年3月にジャレコが発売した業務用ビデオゲーム。謎の組織「アギーマ帝国」から地球を防衛するために戦う横スクロールシューティングゲームである。
タイトルの「E.D.F.」は「EARTH DEFENSE FORCE」（地球防衛軍）の略称である。
1991年にスーパーファミコンへの移植版として『スーパーE.D.F.』が発売された。スーパーファミコン版は2011年にWii用ソフトとしてバーチャルコンソールにて、2015年にWii U用ソフトとしてバーチャルコンソールにて配信されたほか、2019年に配信されたNintendo Switchのオンラインサービスの特典ソフト『スーパーファミコン Nintendo Switch Online』にも収録されている。
アーケード版の移植については、2011年にiOS版が、2020年にNintendo Switch版とPlayStation 4版がアーケードアーカイブスの1作品として発売された。

## 概要
自機「XA-1」を操作し、謎の組織「アギーマ帝国」による地球壊滅計画を阻止するのを目的とする横スクロールシューティングゲーム。
1レバー+2ボタンで自機「XA-1」を操作。全6ステージ。基本的にはベーシックな横スクロールシューティングで、シューティングゲームとしては珍しく残機の概念が無く、ライフ制を採用している。また、得点を稼ぐ事で経験値が溜まり、それにより自機がレベルアップする。レベルアップすると自機の攻撃が強くなったり、ライフであるシールドが強化されたりする。

## ゲーム内容

### 武器
後述するオプションから発射される。使用する武器は、各ステージ開始前の武器選択画面で選択する。なお、自機とオプションが接続されていない状態では、選択した武器に加えて自機本体から低威力の通常弾が発射される。通常のシューティングゲームの様なアイテムは存在せず、経験値獲得によって武器のレベルは最大で5まで上昇する。なお、レベル5到達後にさらに経験値を稼ぐと、シールドが強化されていく。
- VULCAN（バルカン）

広範囲に弾を発射するバルカン砲。発射速度が速く、一度に多数の敵を攻撃可能。一発あたりの威力は低い。
- LASER（レーザー）

小型の敵を貫通するレーザー兵器。発射速度や威力などは平均以下であり、使用しにくい。
- ATOMIC（アトミック）

前方に弾を発射し、威力の高い大きな爆発と共に小さな弾を爆風に巻き込んで消滅させる、一般的なシューティングゲームでのボムに近い武装。
- HOMING（ホーミング）

敵を追尾する弾を発射する。連射速度、個々の威力が共に低い。『スーパー』では速度の問題が解消された。
- EXPLODE（エクスプロード）

『スーパー』で追加された武器。敵などに当たると炸裂する弾を発射する。一発一発の威力は低いが、本体と拡散物を同時に命中させると高い威力を持つようになる。
- S.LASER（サーチレーザー）

『スーパー』で追加された武器。敵追尾能力を持ったレーザー兵器。威力も高く、かなり使いやすい武装である。
- PHOTON（フォトン）

『スーパー』で追加された武器。エネルギーチャージの後、強力なショットを放つ。チャージ中の電撃にも当たり判定が存在する。
- GRENADE（グレネード）

『スーパー』で追加された武器。一定時間をおいて爆発する機雷弾を発射する。威力が高いが射程が短い。

### オプション
自機に2機が随伴する補助兵装。各種攻撃はオプションから発射される。自機から分離した状態でも攻撃は行えるが、武器の威力が低下する。また、小型弾なら消すことも可能。オプションには複数のフォーメーションがあり、経験値のレベルが上がるごとに使用可能なフォーメーションが増えていく。フォーメーションはプレイ中に制限無く切り替えられる。
- UNION（ユニオン）

最初から使用可能なフォーメーション。オプションは自機に接続された状態であり、武器の威力が高い状態を維持できる。オプションのバリア機能は使用不可。
- ROLLING（ローリング）

最初から使用可能なフォーメーション。オプションが自機の周りを周回する。武器の威力は低下するが、通常弾が発射されるようになるので、より多くの攻撃を繰り出せる。
- SHADOW（シャドー）

レベル3から使用可能なフォーメーション。オプションがグラディウスシリーズの「オプション」の様に、自機の動きをトレースする。
- HOMING（ホーミング）[8]

レベル5から使用可能なフォーメーション。オプションが敵機を自動追尾して攻撃する。敵がいない場合は自機の後方で待機している。

### その他
全面クリア後のスタッフロール前に表示されるメッセージで誤字がある。5行目にAZYMA EMPIRE'Sと表記されている。正しくはAGIMA EMPIRE'Sである。

## ストーリー
西暦20**年、世界は国家や人種の壁を越え、地球統合の実現を目前に控えていた。統合条約締結の為、ワシントンD.C.にて最終会合を開いていた各国の首脳陣に対し、「アギーマ帝国」を名乗る謎の組織から、一つの声明文が届けられる。その声明には「24時間後に全世界の原子力発電所に衛星軌道上からビーム攻撃を実行する」という地球壊滅計画が予告されていた。これを受け、会合の目的は条約締結から、アギーマ帝国を迎え撃つための対策本部へと移り変わる。
時を同じくとして、地球統合準備部隊の手によって、統合後の主力戦闘兵器となる特殊機動戦闘機XA-1の開発が完了。オービットブースターを使用する事によって、単独での大気圏離脱をも可能であり、各種武装の他、最新鋭の非接触型攻撃オプションを装備したXA-1の戦闘力に着目した対策本部は、地球防衛軍（EARTH DEFENSE FORCE）としてXA-1の出動を要請した。XA-1の出撃準備が急がれる中、衛星からの攻撃に先立ち、アギーマ帝国の飛行型機動兵器による攻撃が開始される…。

## 移植版
| No. | タイトル                             | 発売日                                     | 対応機種                      | 開発元   | 発売元     | メディア                              | 型式                           | 備考                       |
| --- | ------------------------------------ | ------------------------------------------ | ----------------------------- | -------- | ---------- | ------------------------------------- | ------------------------------ | -------------------------- |
| 1   | スーパーE.D.F.                       | 1991年10月25日 1992年1月 1992年            | スーパーファミコン            | ジャレコ | ジャレコ   | 8メガビットロムカセット               | SHVC-ED SNS-ED-USA SNSP-ED-EUR |                            |
| 2   | スーパーE.D.F.                       | 2010年10月29日 2011年1月11日 2011年7月14日 | Wii                           | ジャレコ | ジャレコ   | ダウンロード （バーチャルコンソール） | -                              | スーパーファミコン版の移植 |
| 3   | E.D.F.                               | INT 2011年1月14日                          | iPhone （iOS）                | DotEmu   | DotEmu     | ダウンロード                          | -                              |                            |
| 4   | スーパーE.D.F.                       | 2015年5月22日 2015年8月26日                | Wii U                         | ジャレコ | ハムスター | ダウンロード （バーチャルコンソール） | -                              | スーパーファミコン版の移植 |
| 5   | 16ビットコレクション ジャレコ Vol.1  | 2017年9月30日                              | レトロデュオ （SFC互換機）    | ジャレコ | JNNEX      | ロムカセット                          | -                              | スーパーファミコン版の移植 |
| 6   | スーパーファミコン Nintendo Classics | 2019年9月6日                               | Nintendo Switch               | 任天堂   | 任天堂     | ダウンロード                          | -                              | スーパーファミコン版の移植 |
| 7   | E.D.F.                               | 2020年9月17日                              | PlayStation 4 Nintendo Switch | ジャレコ | ハムスター | ダウンロード (アーケードアーカイブス) | -                              | アーケード版の移植         |

## 音楽
このゲームの作曲は多和田吏が担当しており、多和田のジャレコ在籍時代の最後の作品となっている。また、『スーパー〜』のオリジナル曲、及び移植に際してのAC版の曲の編曲は高芝泰彦が担当している。

## スタッフ
アーケード版
- プロデュース：あらいゆき
- プログラマー：S A S、AZVEAR-S
- メイン・グラフィック：WAN DA YOU、CA-SAI、NEKOMASA
- サブ・グラフィック：CRAYON GEAR、SHIMIZU
- 音楽：多和田吏

スーパーファミコン版
- ディレクター：あらいゆき、S.Ō.H.
- プログラマー：PAPA.SEKIYA（せきやひとし）、DRAGONS V SHIRATO（しらとまなぶ）、PANIC YUMA♥、OH! HARA（大原健志）
- グラフィック：CATTY.N♥兄、BG.TADAHIKO（渡辺忠彦）
- サウンド：高芝"ZEP"泰彦
- スペシャル・サンクス：KAZAANA（風穴尚紀）、MYAU-KUN、AZVEAR-S with SMDE

## 評価
ゲーム誌『ファミコン通信』の「クロスレビュー」では合計22点（満40点）、『ファミリーコンピュータMagazine』の読者投票による「ゲーム通信簿」での評価は以下の通りとなっており、22.12点（満30点）となっている。この得点はスーパーファミコン全ソフトの中で73位（323本中、1993年時点）となっている。
| 項目 | キャラクタ | 音楽 | 操作性 | 熱中度 | お買得度 | オリジナリティ | 総合  |
| 得点 | 3.62       | 3.93 | 3.77   | 3.76   | 3.45     | 3.60           | 22.12 |

## 関連作品
- P-47II THE FREEDOM STAR - 1990年ごろにジャレコが『P-47』を元に開発していた未発売のメガドライブ用ソフト[22][注 3]。企画は本作と同じ荒井正広で、本作の業務用版と並行して開発された[23]。なお、『P-47II』の開発チームはその後、本作のスーパーファミコン移植版である『スーパーE.D.F.』を開発している[24]。